# Liu Kwok Wa
Liu Kwok Wa (chinesisch 廖國華; * 15. Februar 1978) ist ein Badmintonspieler aus Hongkong. 

## Karriere
Liu Kwok Wa gewann 2003 die Australian Open im Herrendoppel mit Albertus Susanto Njoto. Im gleichen Jahr erkämpfte er sich Bronze bei der Asienmeisterschaft im Mixed mit Louisa Koon Wai Chee. 2004 siegte er bei den Iran International, erneut im Doppel mit Albertus Susanto Njoto.

## Sportliche Erfolge
| Saison | Veranstaltung      | Disziplin    | Platz | Name                                 |
| ------ | ------------------ | ------------ | ----- | ------------------------------------ |
| 1997   | New Zealand Open   | Herrendoppel | 1     | Ma Che Kong / Liu Kwok Wa            |
| 2000   | Thailand Open      | Mixed        | 5     | Liu Kwok Wa / Chan Mei Mei           |
| 2001   | Hongkong Open      | Mixed        | 3     | Kwok Wa Liu / Louisa Koon Wai Chee   |
| 2002   | Japan Open         | Herrendoppel | 5     | Liu Kwok Wa / Njoto Albertus Susanto |
| 2002   | Swiss Open         | Herrendoppel | 3     | Liu Kwok Wa / Albertus S. Njoto      |
| 2003   | Australian Open    | Herrendoppel | 1     | Liu Kwok Wa / Albertus Susanto Njoto |
| 2003   | Asienmeisterschaft | Mixed        | 3     | Liu Kwok Wa / Koon Wai Chee          |
| 2004   | Iran International | Herrendoppel | 1     | Njoto Albertus Susanto / Liu Kwok Wa |